# Тамайо, Бьяннейдер
Бьяннейдер Наух Тамайо Эскалона (исп. Bianneider Nauj Tamayo Escalona; род. 13 января 2005, Кабударе, Лара) — венесуэльский футболист, защитник клуба «Универсидад де Чили».

## Клубная карьера
Тамайо — воспитанник клуба «Каракас». 2 сентября 2023 года в матче против «Португесы» он дебютировал в венесуэльской Примере. В начале 2025 года Тамайо перешёл в чилийский «Универсидад де Чили».

## Международная карьера
В 2025 году Тамайо в составе молодёжной сборной Венесуэлы принял участие в домашнем молодёжном чемпионате Южной Америки. На турнире он сыграл в матчах против сборных Чили, Перу, Парагвая и Уругвая. В поединке против перуанцев Бьяннейлер забил гол.